# ناجي جبر
ناجي جبر (9 فبراير 1940- 30 مارس 2009)، ممثل سوري من مواليد السويداء، من أسرة فنية، شقيقاه هما الممثلَيْن محمود جبر وهيثم جبر وهو أخو زوج الممثلة هيفاء واصف وعم الفنانات ليلى جبر ومرح جبر.

## حياته
تأثر بشقيقه الأكبر محمود جبر في مسيرته الفنية، وشارك في عدد من الأعمال التلفزيونية والمسرحية وشارك في عدد من أعمال فرقة محمود جبر، منها: صياد وصادوني، سراديب الضايعين، النهب، طارت البركة.
اشتهر باسم أبو عنتر عندما شارك مع الممثل دريد لحام في مسلسل صح النوم والتحق بنقابة الفنانين السوريين عام 1972، وله نشاطات تلفزيونية ومسرحية مختلفة وتبلغ حصيلة أعماله أكثر من ثلاثين فيلماً سينمائياً وخمسين مسلسلاً تلفزيونياً وعشرات المسرحيات.

## حياته الخاصة
تزوج عام 1984 وأنجب أربعة أولاد هم: لجين وهيا وريبال ومضر الذي سلك أيضا طريق التمثيل.

## وفاته
توفي في دمشق إثر إصابته بمرض سرطان الرئة.

## أعماله

### من المسرحيات
- ليلة أنس
- إعلانات قاووش خمس نجوم
- اليوم أحسن من بكرا
- حفلة سمر
- مغامرة رأس المملوك جابر

### من المسلسلات
- صح النوم.
- يوميات أبو عنتر.
- وين الغلط.
- عودة غوار.
- رمضان كريم.
- 1993: أيام شامية.
- حامض حلو.
- الخوالي.
- أبو المفهومية.
- أولاد القيمرية.
- حمام الهنا.
- ملح وسكر.
- مقالب غوار.
- الرهان.
- أولاد بلدي.
- وادي المسك.
- آه يا زمن.
- أهل الراية.
- بيت جدي (الجزء الأول)، بدور أبو راشد.
- الحصرم الشامي.
- عربيات.
- غزلان في غابة الذئاب.
- عالمكشوف.
- حد الهاوية.
- تلفزيون المرح.
- رجل الانقلابات 2006 بدور المختار

### السينما
- غرام في إسطنبول.
- أبو عنتر بوند.
- هاوي مشاكل.
- ثعالب المدينة.
- حارة العناتر.
- السكين.
- اموت مرتين واحبك.
- صعود المطر.
- حارة العناتر
- الجائزة الكبرى.
- فاتنة الصحراء.
- شيطان الجزيرة.
- امبراطورية غوار.
- غراميات خاصة.
- الاستعراض الكبير.
- صح النوم.
- جسر الاشرار.
- غزلان.
- عودة حميدو.
- شقة ومليون مفتاح
- مقلب حب.
- غوار جيمس بوند.
- الحسناء وقاهر الفضاء.
- العندليب.
- صيد الرجال.
- جزيرة النساء.
- عشاق على الطريق.
- زواج علي الطريقة المحلية.
- أحلام المدينة.
- اتفضلوا ممنوع الدخول.
- عاشقة تحت العشرين.
- سواقة التاكسي.

## روابط خارجية
- ناجي جبر على موقع IMDb (الإنجليزية)
- ناجي جبر على موقع قاعدة بيانات الأفلام العربية
- ناجي جبر على موقع قاعدة بيانات الفيلم (الإنجليزية)